# Gustavo Strauss
Gustavo Strauss es un violinista, compositor, profesor de música y celebridad de internet germano-peruano. Conocido por ser miembro de diversos conjuntos, bandas y orquestas como dArtagnan, Frank Wuppinger Arkestra, Paranormal String Quartet. También ha trabajado como arreglista para grupos como Die Fantastischen Vier y Joris. Además de haber compuesto algunos temas para la segunda temporada de la serie de Netflix, Biohackers.

## Carrera
Nacido en la ciudad de Karl-Marx-Stadt, hoy conocida como Chemnitz, en Alemania. Desde los 7 años comenzó a estudiar violín y piano. En su adolescencia estuvo muy activo en la escena de música alternativa de su ciudad natal, colaborando con el grupo Klimborim y con el grupo latino Meniak. Estudió música clásica, jazz y pedagogía musical elemental en la Universidad de Música de Núremberg. Tiene una maestría en Jazz y en Improvisación para cuerdas, ambas por la Universidad de Música y Danza de Múnich (HMT München).
En 2016 funda el cuarteto de cuerdas Paranormal String Quartet. En 2019 se une al grupo de folk rock alemán, dArtagnan.

## Discografía

### Meniak
- 2010: De La Selva Del Mundo

### Frank Wuppinger Arkestra
- 2015: Places And Roots

### dArtagnan
- 2019: In Jener Nacht
- 2021: Feuer & Flamme
- 2022: Felsenfest
- 2024: Herzblut

### The Big Leppinski
- 2022: Center The Void

### Paranormal String Quartet
- 2022: Promenade
- 2022: Spaces
- 2023: Exile in Space